# Obwód Błonie Armii Krajowej

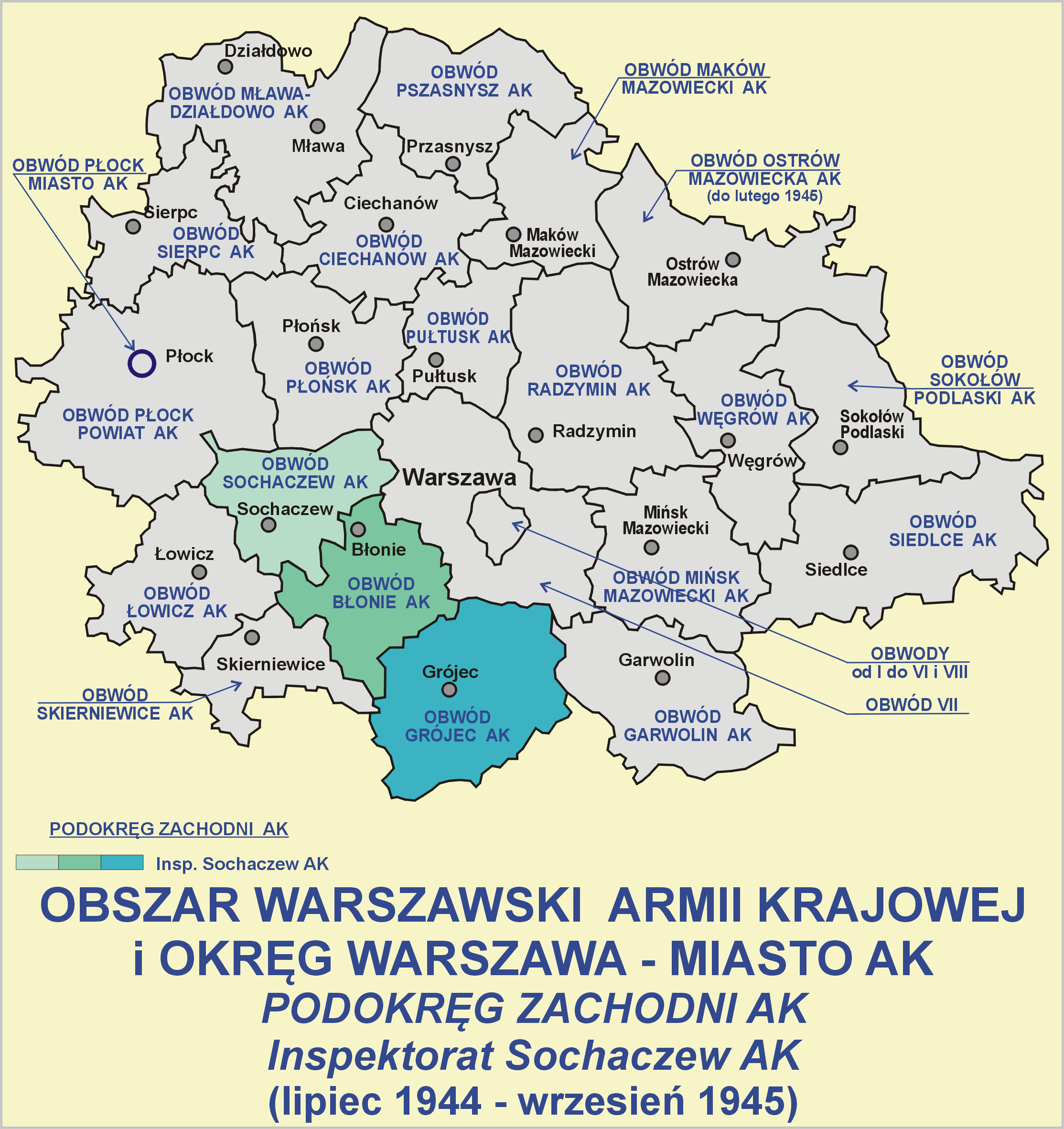
Obwód Błonie w ramach Inspektoratu Sochaczew

Obwód Błonie AK, zwany też Obwodem Grodzisk Mazowiecki – jednostka terytorialna Służby Zwycięstwu Polski, Związku Walki Zbrojnej, a następnie Armii Krajowej. 

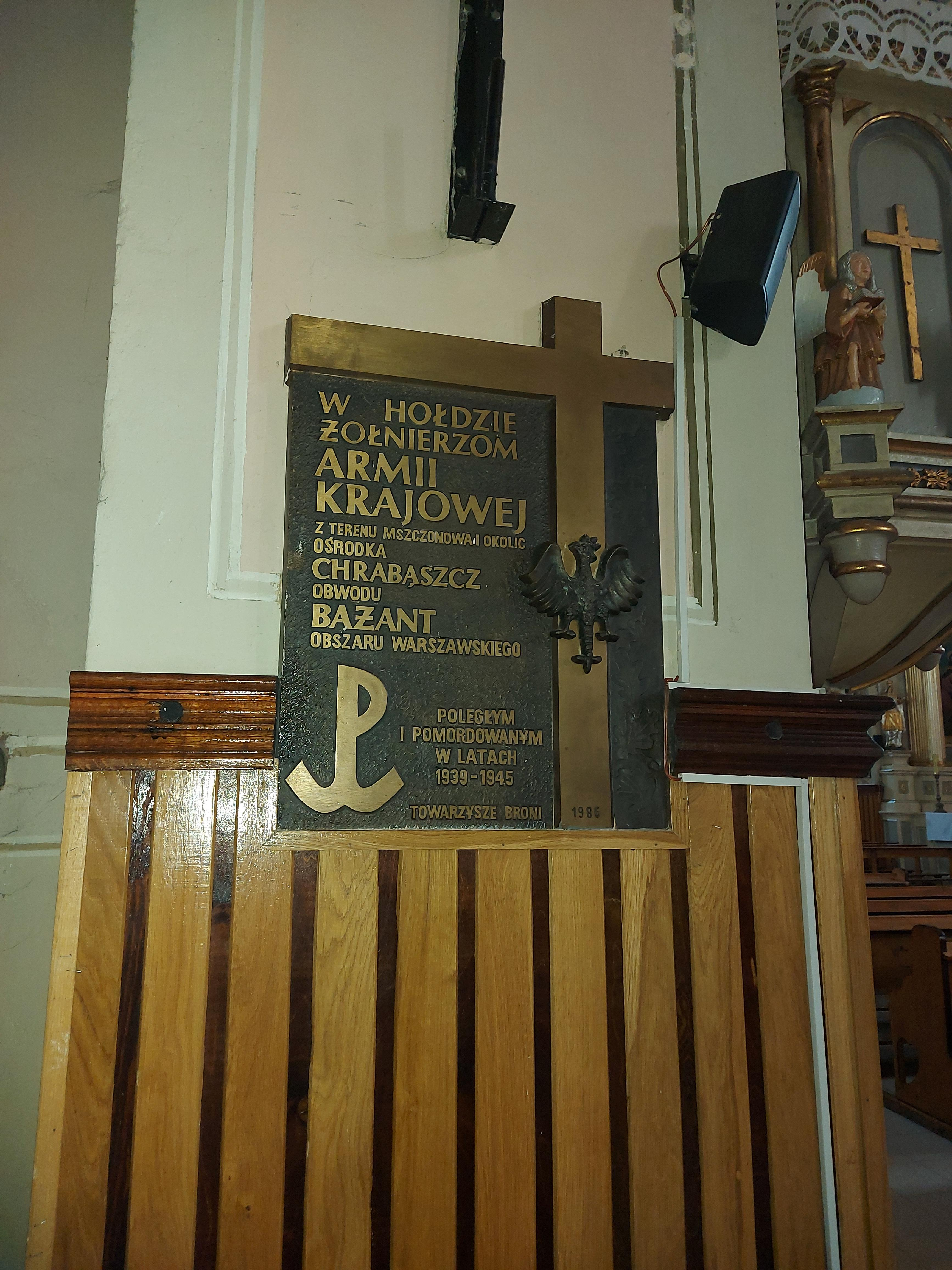
Tablica w kościele w Mszczonowie

Operowała na terenie powiatu Błonie, z siedzibą w Grodzisku Mazowieckim. Obwód należał do Podokręgu Zachodniego w Obszarze Warszawskim AK. Kryptonimy: "Cietrzew", "Bekas", "Borsuk", "Bażant".

## Struktura Obwodu
Dowództwo Obwodu
Komendantami obwodu byli kolejno:
- mjr Wacław Ptaszyński "Walery" (od grudnia 1939 - do lutego 1940);
- mjr. dypl. w st. spocz. Franciszek Jachieć "Roman" (od lutego do września 1940);
- mjr Wacław Ptaszyński "Walery" (od września 1940 - do stycznia 1941);
- kpt./mjr Alojzy Mizera "Siwy" "Leśny" (od stycznia 1941 do 13 grudnia 1944);
- mjr Leopold Peszkowski "Lwowiak", "Leopold" (14 grudnia 1944 - 19 stycznia 1945).

Zastępcą dowódcy obwodu byli: por. /kpt. Zygmunt Dąbrowski "Bohdan" (od listopada 1942 do 29 lipca 1944 zg.), kpt. Kostecki "Ostoja".
Sztab Obwodu
- Referat I (personalno-organizacyjny) "Organy" - szef ppor. Jan Kierlańczyk "Ryszard" (od 1939 do 21 sierpnia 1943 zg.), sierż pchor. Dyonizy Rybiński "Gładzisz" "Betka" (od 1943 do 10 sierpnia 1944 areszt.); kpt. Henryk Prym "Zbigniew" (do 16 stycznia 1945 zg. w wyniku bombardowania);
- Referat II (wywiad) "Knajpa", "Ciemnia", "Winda" - szef mjr Szczepan Korzeniewski "Aleksander" (do 21 lipca 1943 areszt.); ppor./por. Mieczysław Buchwał-Lipnicki "Mieczysław";
- Referat III (operacyjny) "Szkoła" - kpt. Świrski "Stefan", kpt. Leon Dobrzyński "Ryszard", "Ryś";
- Referat IV (kwatermistrzostwo) "Spiżarnia" - szef kpt. NN "Ziemba";
- Referat V (łączność)"Kamerton" - szef ppor./por. Stanisław Seweryn "Kamil";
- Referat VI (Biuro Informacji i Propagandy) - szef dr Jerzy Szpakowski "Bronisław" (do 21 sierpnia 1943 areszt.), kpt. Jan Kisielewski "Junosza";
- Referat VII (wydział wojskowy Kedyw) - szef ppor. Jan Kierlańczyk "Ryszard" (do 21 sierpnia 1943 zg.), por. Mieczysław Przyborski "Czarny" (sierpień 1943 - maj 1944);

Ośrodki terytorialne Obwodu
Obwód składał się z ośrodków:
- Ośrodek Milanówek "Mielizna", "Pszczoła" - komendant por. Józef Perzyński "Józef" (od 1942 do areszt. 14 września 1944); por. Stefan Heller "Sokólicz";
  - Pluton 32 - dowódca ppor./por. Stefan Heller "Sokólicz";
  - Pluton 52 (NOW) - dowódca ppor. Ryszard Csaky "Raczyński";
- Ośrodek Grodzisk Mazowiecki "Gąbka", "Osa";
  - Pluton 50 - plut. pchor. Jan Garstecki "Robotnik";
- Ośrodek Żyrardów "Żaba", "Komar" - komendant rtm./mjr Leopold Peszkowski "Lwowiak", "Leopold"
- Ośrodek Brwinów "Bąk", "Mucha" - kpt. Edward Pycz-Pyczewski "Kurzawa", "Edward", "Stary"[2]
  - Kompania "Brzezinka" - dowódca por. Henryk Walicki "Twardy" (areszt. 15/16 stycznia 1944, rozstrzelany 1/2 lutego), kpt. Edward Pycz-Pyczewski "Kurzawa" (od marca 1944 do 1 sierpnia 1944), ppor. Bogusław Kupliński "Kilof", "Kozioł"
    - Pluton "Alaska I" - dowódca ppor. Józef Klukowski "Jasieńczyk"
    - Pluton "Alaska II" - dowódca pchor. Jerzy Brochocki "Bruzda"
    - Pluton 28 - dowódca ppor. Bronisław Lepa "Sylwester"
    - Pluton 26 - dowódca st. sierż./chor. Paweł Nieszporek "Nawara"
    - Pluton 43 - dowódca kpt./mjr Stefan Riedel "Rydwicz"
    - Drużyna WSOP - komendant plut. Lucjan Szymański "Szydło"
- Ośrodek Błonie "Bagno", "Motyl";
- Ośrodek Mszczonów "Mokradło", "Chrabąszcz"